# Raroh
Raroh je český název některých sokolovitých ptáků z rodu Falco. Ačkoli se v češtině používá jako název rodový, značí podrod Hierofalco.

## Druhy
- raroh černý (Falco subniger)
- raroh hnědý (Falco berigora)
- raroh jižní (Falco biarmicus)
- raroh lagar (Falco jugger)
- raroh lovecký (Falco rusticolus)
- raroh prériový (Falco mexicanus)
- raroh proměnlivý (Falco berigora)
- raroh šedý (Falco hypoleucos)
- raroh velký (Falco cherrug)

## Výskyt v Česku
V České republice žije raroh velký (Falco cherrug). Jednou byl zaznamenán raroh jižní (F. biarmicus). Podle tělesných rozměrů jde o dospělou samici raroha jižního středomořského (F. b. feldeggii). Byla zastřelena koncem září 1906 na výrovce nedaleko Českých Budějovic, v Haklových Dvorech (dnes součást Č. Budějovic). Vzhledem ke kategorizaci záletů v okolních zemích a minimálním pohybům evropské populace nelze vyloučit únik ze zajetí. Patrně z roku 1926 pochází jediný raroh lovecký (F. rusticolus) doložený na území ČR. Byl uloven na výrovce ve Větrušicích a do roku 1960 uložen ve škole v obci Švermov-Hnidousy. Nelze vyloučit, že unikl ze zajetí. Preparáty obou druhů jsou uloženy ve sbírkách Národního muzea v Praze.